# Диканька
Дика́нька — селище в Україні, у Полтавському районі Полтавської області. Є адміністративним центром Диканської селищної громади.
Селище міського типу (з 1957). Постановою Кабітету Міністрів України Диканька внесена до Списку історичних населених місць України.
Прославлена Миколою Гоголем у книзі  «Вечори на хуторі біля Диканьки». Відома також завдяки іншим важливим історичним подіям.

## Географічне розташування
Селище міського типу Диканька розташоване за 29 км від обласного центру (автошлях Н12) та залізничної станції Полтава-Південна, між річками Ворскла та Кратова Говтва (~ 3 км). На відстані 1,5 км розташоване велике село Великі Будища.
На території селища кілька невеликих ставків. Поруч проходять автомобільні дороги (Н12) та Т 1721.

## Історія

### Походження назви
Назву пов'язують з прізвищем Дикань, яке мав чоловік, що першим оселився в цій місцині. Таке прізвище донині поширене в окрузі. Як, спираючись на історичні документи, припускав В. Кривошея ним був козак Яхно Диканенко (1649).
За народно-поетичною версією П. Загребельного походить з наявності тут колись густих лісових масивів, що видавалися дикими, і де було чимало диких свиней, що їх у той час звали «дики».
В. Н. Жук, на підставі своїх досліджень, вважає, що «Дикань» похідне від тюркського «декхан» — «землероб», оскільки у XV столітті ці землі дісталися татарському мурзі Лексаді Мансурксановичу — майбутньому князеві Олександру Глинському

### Давні часи
У межах сучасної Диканьки у різний час були виявлені сліди кількох поселень доби бронзи - ранньомодерного часу .

### Перша літописна згадка
Точна дата заснування першого поселення залишається невідомою. Найдавніша згадка в літописі (щоправда, пізніших часів) датується 1658. Тоді поблизу Диканьки зійшлися в герці загони полтавського полковника Мартина Пушкаря та гетьмана Івана Виговського. Царською грамотою від 28 квітня 1688 року Диканьку затверджено за Василем Кочубеєм.

### XVII–початок XX століття

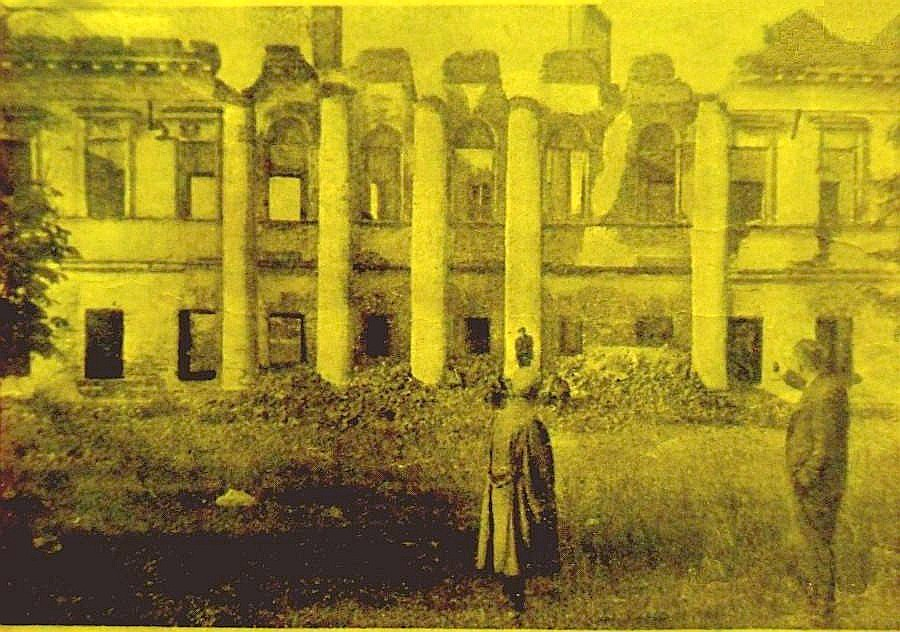
Диканька. Руїни палацу Кочубеїв, 1924

У лісовій хащі під Диканькою до 1602 року існував печерний скит, залишки якого збереглися донині. Це було ціле підземне містечко з 8 печер, з'єднаних розгалуженими ходами з системою життєзабезпечення.
Неподалік від Диканьки народився близько 1623 року Іван Брюховецький, Гетьман Лівобережної України у 1663–1668 роках.
Від 1660 Диканька входила до складу Будиської (Будянської, Великобудищанської) сотні Полтавського полку Гетьманщини. 
Після укладення «Московських статей» й отримання звання російського боярина {1665 p.), Іван Брюховецький допустив посилення політичної влади й економічного впливу царського уряду на Лівобережній Україні, через що й втратив популярність серед старшини, козацтва, міщан і селян. П. Дорошенко, що обіцяв старшині всіляку підтримку, схилив її на свій бік. Правобережне козацьке військо, очолене П. Дорошенком, у травні 1668 року переправилося через Дніпро і рушило у напрямку Полтави. До нього приєднувалися загони лівобережних козаків, селян і міщан. Військо отаборилося поблизу Опішні. Звідти, через якийсь час, П. Дорошенко з генеральною старшиною у супроводі тисячі козаків попрямував до Диканьки, де стояв табір лівобережного козацького війська. Ще до його прибуття 18 червня 1668 року там вибухнуло повстання козаків проти І. Брюховецького: його звинуватили у зловживанні владою й тут же скарали на горло .
1687 за універсалом гетьмана Івана Самойловича передана у власність
генеральному писареві Василю Кочубею. За його життя в Диканьці жив і працював літописець Самійло Величко.
За переписами 1719 та 1732 Диканька входила до Першої полкової сотні Полтавського полку.
У 1725 році у Диканці народився майбутній Генеральний обозний Глухівського періоду в історії України Семен Васильович Кочубей (1725—1779).
У церквах та будинках маєтку Кочубеїв були ікони та портрети створені у середині 18 ст. українським маляром з-під Полтави Павлом Петрашівим.
На час перепису 1767—1769 рр у селі жило 328 сімей. З них 94 господарства не мали своєї землі.
У другій половині 18 ст. у селі Кочубеями споруджено кілька церков. З початку 19 ст. насаджувалися сади, створювалися оранжереї та ставки.
Від 1775 — у складі Полтавського повіту Новоросійської губернії, від 1802 — Полтавської губернії Російської імперії.
1801 року була відкрита перша приватна школа.
1838 року до Диканьки приїздив М. Глінка, що у той час набирав на Полтавцині співаків для Петербурзької придворної співацької капели.
За даними на 1859 рік у власницькому та козацькому селі мешкало 3075 осіб (1445 чоловічої статі та 1630 — жіночої), налічувалось 542 дворових господарства, існувала православна церква, відбувався щорічний ярмарок.
Під час земельної реформи 1861 року Полтавський комітет по звільненню селян працював під головуванням полтавського повітового предводителя дворянства Л. В. Кочубея. Переважна більшість кріпаків Кочубеїв отримали земельні наділи «за відробітки». На той час Кочубеям у Диканьці належало 3860 десятин землі.
1872 року в економії стали до ладу пивоварний та ливарний заводи, механічна майстерня із чавуноливарним, ковальським, слюсарним та столярним цехами, а через кілька років — також цегельний і гончарний заводи.
Наприкінці 19 ст. до Диканьки заїжджав письменник В. О. Гіляровський, що подорожував по гоголівських місцях.
Станом на 1900 рік село було центром Диканської волості.
1900 року у Диканьці було 760 козацьких та селянських дворів з населенням близько 5 000 осіб, що володіли 2386 десятинами землі.
У зв'язку із селянськими заворушеннями, що були викликані спробами селян вирішити земельне питання, у березні 1902 року Полтавський губернатор направив до Диканьки сотню козаків Оренбурзького полку.
У 1905—1907 років у економії та на підприємствах Кочубеїв працювало близько 300 диканчан. Після страйку у листопаді 1905 року вимоги робітників та селян про підвищення платні були частково задоволені. Від 10 червня до 1 липня 1906 року відбувався страйк працівників пивоварного заводу на підтримку сільськогосподарських робітників та батраків економії. Страйк охопив навколишні села Диканської та сусідніх волостей. До Диканьки влада надіслала козаків, 1 липня було заарештовано 24 найактивніших робітників. Керував цим Полтавський віце-губернатор. Влітку 1907 року відбувся страйк наймитів у маєтку Кочубеїв.
За переписом 1910 року із 978 господарств у Диканьці 105 не мали землі. У сільській лікарні працював лікар і три фельдшери, що обслуговували Диканську та частину сіл Байрацької і Тахтаулівської волостей.
До 1917 р. Диканькою володіли нащадки Кочубеїв.
Композиційним центром поселення була садиба Кочубеїв: ансамбль мав палац, побудований на початку 19 століття за проектом італійського архітектора Джакомо Кваренгі, тріумфальну арку, муровану церкву.
На початку 20 ст. у маєтку Кочубеїв були: палац, на той час князя В. С. Кочубея; Тріумфальна арка на честь відвідин Диканьки Олександром I 1-го серпня 1820 року; Миколаївська церква з мурованою дзвіницею; літній палац; будинок пошти; броварня; конюшні й манеж кінного заводу; розарій, парники, оранжереї; тенісний корт; каштанова алея; Пивоварські ставки.
У 1817 році садибу відвідав цар Олександр І, на честь цієї події з боку парадного в’їзду від дороги Полтава-Гадяч власники спорудили тріумфальну браму. З часом споруди Кочубеївської садиби та художні цінності були пограбовані і зруйновані, зокрема в роки громадянської війни 1917 року. Архів і частина музею привезена до Полтави. До наших часів збереглися тільки залишки воріт з кам’яною табличкою — тріумфальна арка.
Палац Кочубеїв взимку 1919 року було пограбовано, спалено, а пізніше — зруйновано і розібрано.

### Часи Української революції 1917—1921
За часів Української Народної Республіки, за законом від 2-4 березня 1918 про адміністративно-територіальний поділ України, входила до Землі Полтавщина.

### Часи УСРР— УРСР

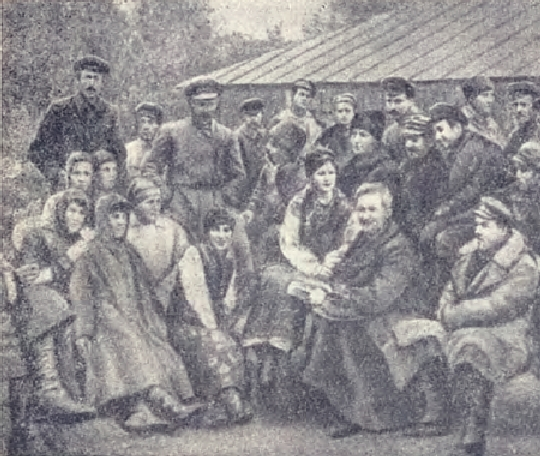
Альберт Ріс Вільямс серед диканчан, 1924

Жителі Диканьки постраждали від голоду навесні 1921 року. В той же час комуністична влада організувала у Диканьці збір коштів і продуктів для голодуючих Поволжя: лише за кілька днів вересня було зібрано 60 тис. карбованців та від Диканського комітету незаможних селян 4 пуди круп і 53 пуди зерна.
Від 7 березня 1923 Диканька стала центром району у складі Полтавської округи, утвореного із Диканської та Байрацької волостей Полтавського повіту, до яких приєднали Великобудищанську волость Зіньківського повіту. Від 1932 район у складі Харківської області, від 1937 — Полтавської області УРСР.

#### Голодомор 1932—1933 років
Згідно з переписом 1926 року у Диканському районі налічувалось 58,7 тис. жителів, а за переписом 1937 року — 42,2 тис.
Скільки загинуло жителів Диканьки — невідомо. Встановлена чисельність померлих від голоду лише 39 чоловік, а відомих імен — лише 31.

### Друга світова війна

Диканька на карті 1953 року

У роки Другої світової війни німецькі війська перебували у місті з 4 жовтня 1941 до 22 вересня 1943. За цей час німці стратили 300 жителів Диканьки, 200 жителів вивезли на примусові роботи до Німеччини. З 1 вересня 1942 і формально до 22 вересня 1943 місто та однойменний район входили до складу Опішнянського ґебіту.
Вже в перші місяці війни 3188 жителів Диканщини встали до лав Червоної Армії, з них 318 було добровольцями. Кілька сот евакуйованих на Схід країни були мобілізовані у 1942 році. Після визволення і до закінчення війни пішли на фронт ще понад 4000 чоловік.
До Книги Пам'яті по району занесені понад 4 тис. імен воїнів і партизан, що не повернулися з фронтів Німецько-радянської війни, або загинули в тилу ворога від рук німецько-нацистських карателів.
Для охорони тилу і боротьби з ворожими парашутистами, розвідниками і диверсантами, затримання дезертирів і невідомих осіб був створений районний винищувальний загін (командир Т. Г. Колодій, комісар Ю. П. Завгородній) в 200 чоловік, озброєних гвинтівками, пістолетами, рушницями, пляшками «КС» — з запалювальною рідиною.

### Повоєнні часи
З початком післявоєнної відбудови три колгоспи укрупнилися в один. Починають відкриватися підприємства промисловості: Диканське лінійно-виробниче управління магістральних газопроводів, меблева фабрика «Райдуга», завод продтоварів та будинок кераміки, виробнича дільниця Полтавського міськмолокозаводу, ремонтно-транспортне підприємство, друкарня, птахо-інкубаторна станція, лісництво, станція захисту рослин та інше. 
Селище міського типу від 13 квітня 1957 року.
В другій половині ХХ століття на території Диканьки працює середня школа, дитяча музична школа, міжшкільний виробничо-учбовий комбінат, будинок піонерів, клуб юних техніків та 4 дитсадки. До того ж тут знаходилась центральна районна лікарня з окремим дитячим, пологовим, терапевтичним, хірургічним та інфекційним відділенням і стаціонаром на 200 ліжок. 
Тут була центральна аптека, епідеміологічна станція, ветлабораторія, ветаптека та ветлікарня. Досить великий будинок культури на 600 місць та районна бібліотека з 65 тис. одиниць збірників. Відкривається Диканський історико-краєзнавчий музей і Диканська картинна галерея, будинок побуту, районний вузол зв’язку, банки, універмаг, критий ринок. Навіть з’являються заклади громадського харчування та відпочинку: 5 їдалень, 4 кафе, ресторан «Диканька», 2 готелі та лазня. Виходить газета «Трудова слава».

### Від здобуття Україною незалежності

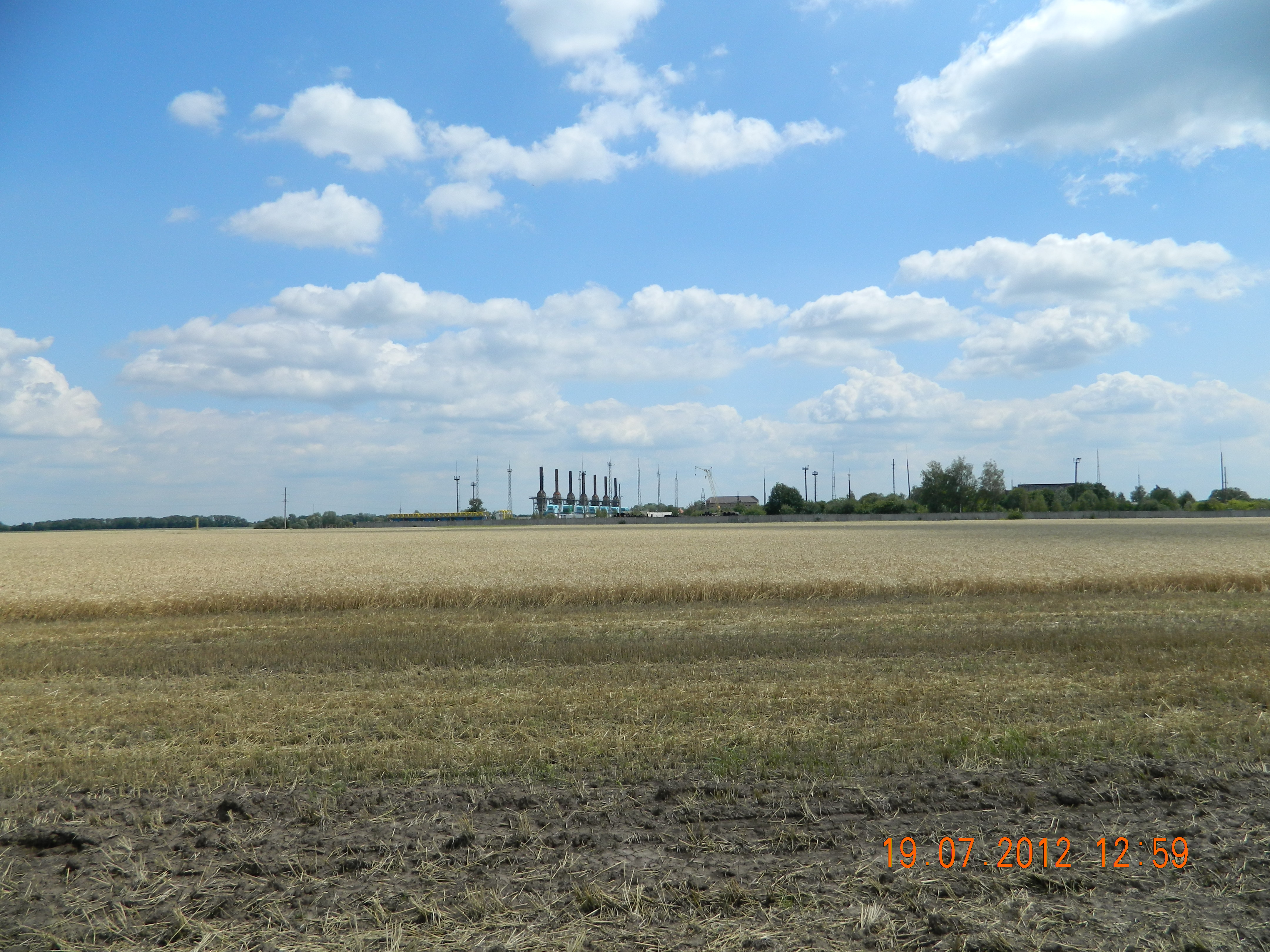
Околиця Диканьки. Компресорна станція Управління газопроводів

## Економіка
У Диканці розташовані такі підприємства:
- Диканське лінійне виробниче управління магістральних газопроводів — структурний підрозділ Управління магістральних газопроводів «Київтрансгаз», створене в 1961 році;
- Закрите акціонерне товариство «Диканський завод продтоварів „Промінь“»;
- Диканський міжгосподарський комбікормовий завод;
- Диканський завод будівельної кераміки, виробничо-комерційне підприємство ЗАТ «Цивільбуд»;
- Підприємство ТОВ «УКРОЛІЯ»;
- ТОВ «Інверт»;
- Диканський комбінат комунальних підприємств;
- Колективне науково-виробниче підприємство фірма «Факел»
- Укрпродснекгруп.

## Населення
Графік зміни чисельності населення Диканьки починаючи від 1769 року

### Мова
Розподіл населення за рідною мовою за даними перепису 2001 року:
| Мова            | Кількість | Відсоток |
| --------------- | --------- | -------- |
| українська      | 8127      | 95.97%   |
| російська       | 313       | 3.70%    |
| білоруська      | 7         | 0.08%    |
| вірменська      | 6         | 0.07%    |
| румунська       | 3         | 0.04%    |
| угорська        | 2         | 0.02%    |
| болгарська      | 1         | 0.01%    |
| інші/не вказали | 9         | 0.11%    |
| Усього          | 8468      | 100%     |

## Адміністративний устрій

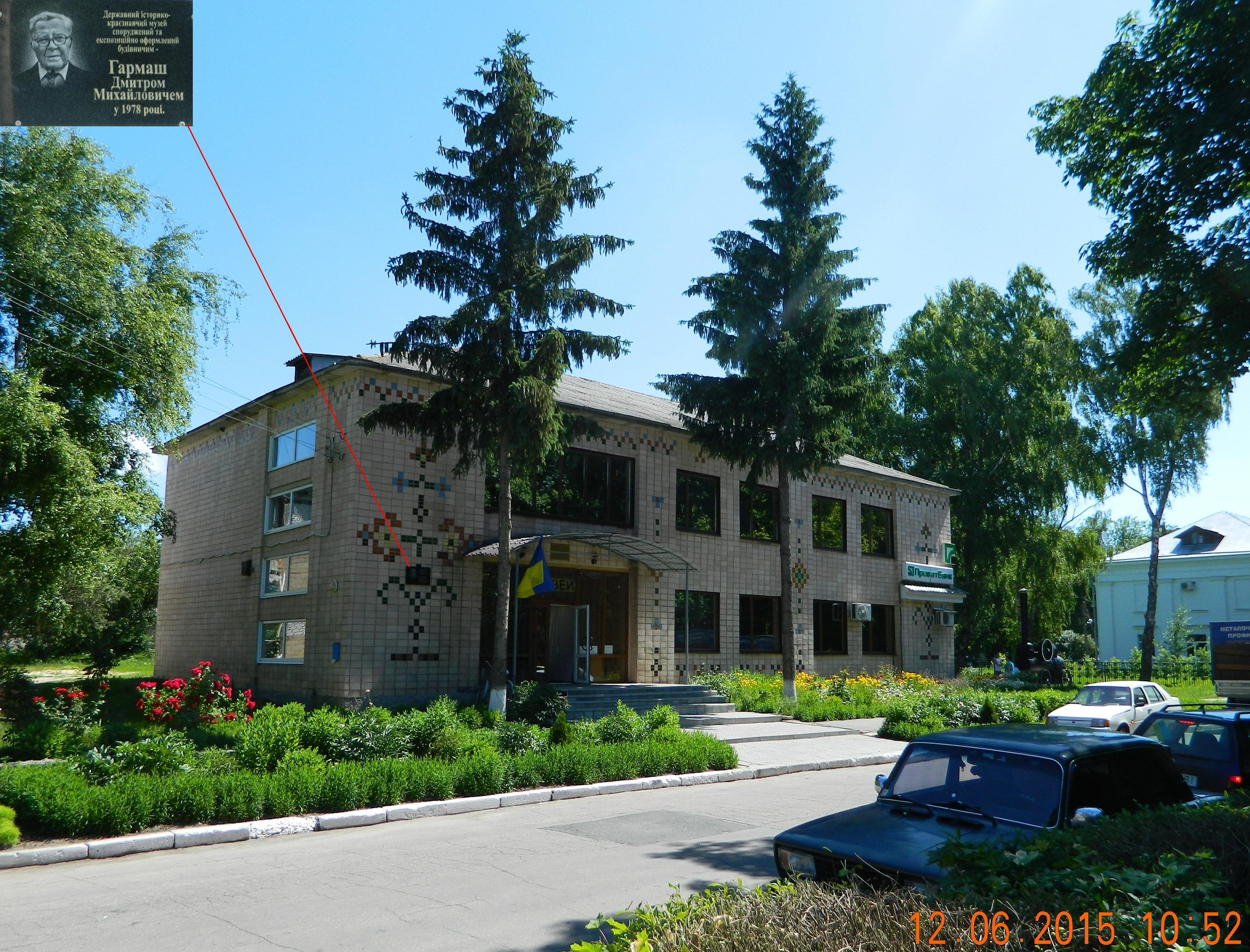
Державний історико-краєзнавчий музей ім. Д. М. Гармаша

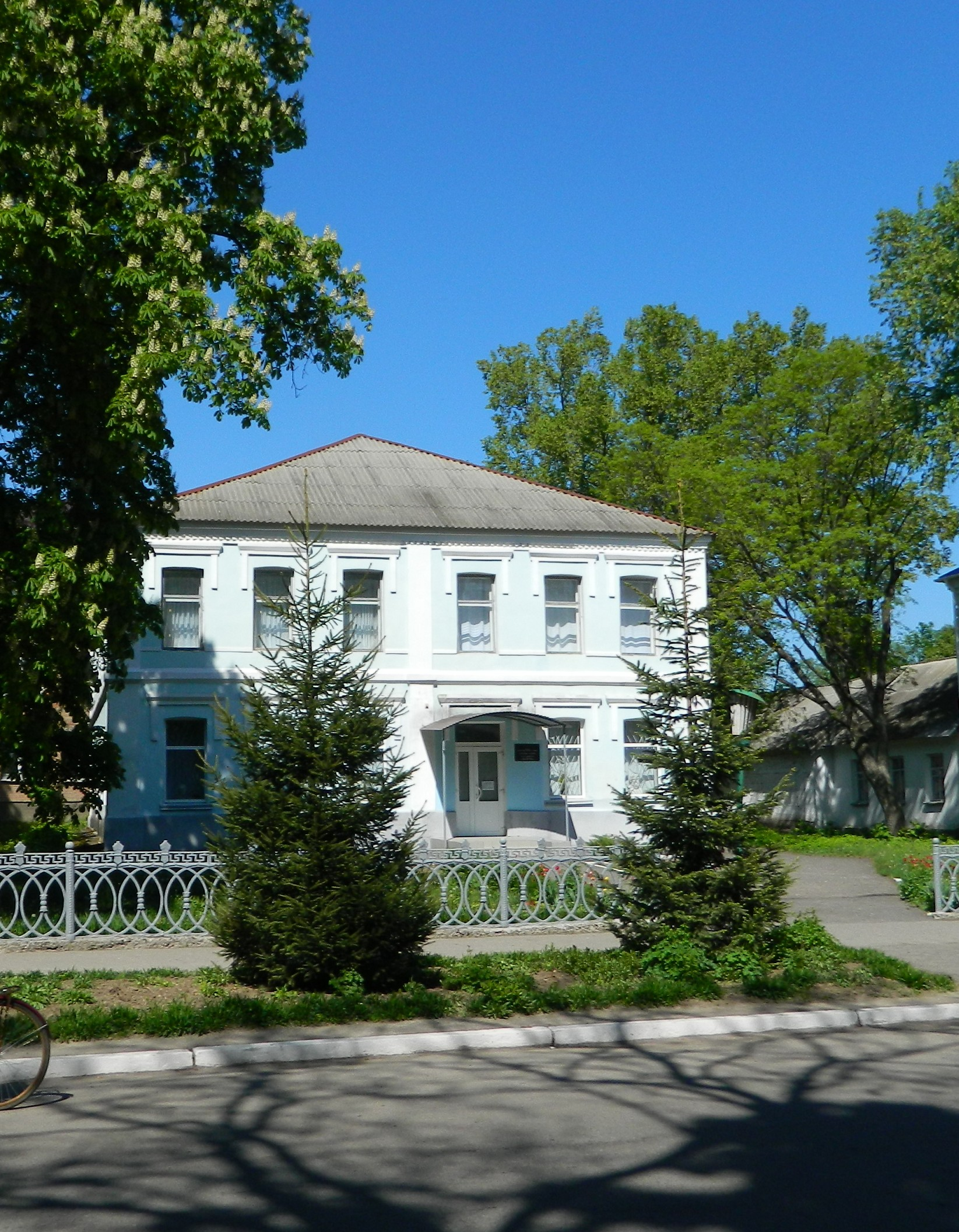
Картинна галерея ім. М. К. Башкирцевої

Диканька була центром колишнього Диканського району Полтавської області.
Диканській селищній раді підпорядковані населені пункти: смт Диканька, с. Василівка, с. Проні, с. Трояни.

## Освіта та культура

### Заклади освіти та культури
На сьогодні серед закладів освіти та культури Диканьки є:
- Диканський районний Будинок культури ім. М. В. Гоголя
- Диканський державний історико-краєзнавчий музей ім. Д. М. Гармаша (вул. Незалежності, 68)
- Картинна галерея ім. М. К. Башкирцевої (вул. Незалежності, 72)
- Диканська гімназія ім. М. В. Гоголя (вул. Шкільна, 2-А)
- Диканська гімназія № 2 (вул. Незалежності, 6-В)
- Дитячо-юнацька спортивна школа
- Спортивно-оздоровчий готельний комплекс «Диканька»
- Дитячий садок «Ромашка» (вул. Козацька, 17)
- Центральна бібліотека та Центральна бібліотечна система Диканського району[26]

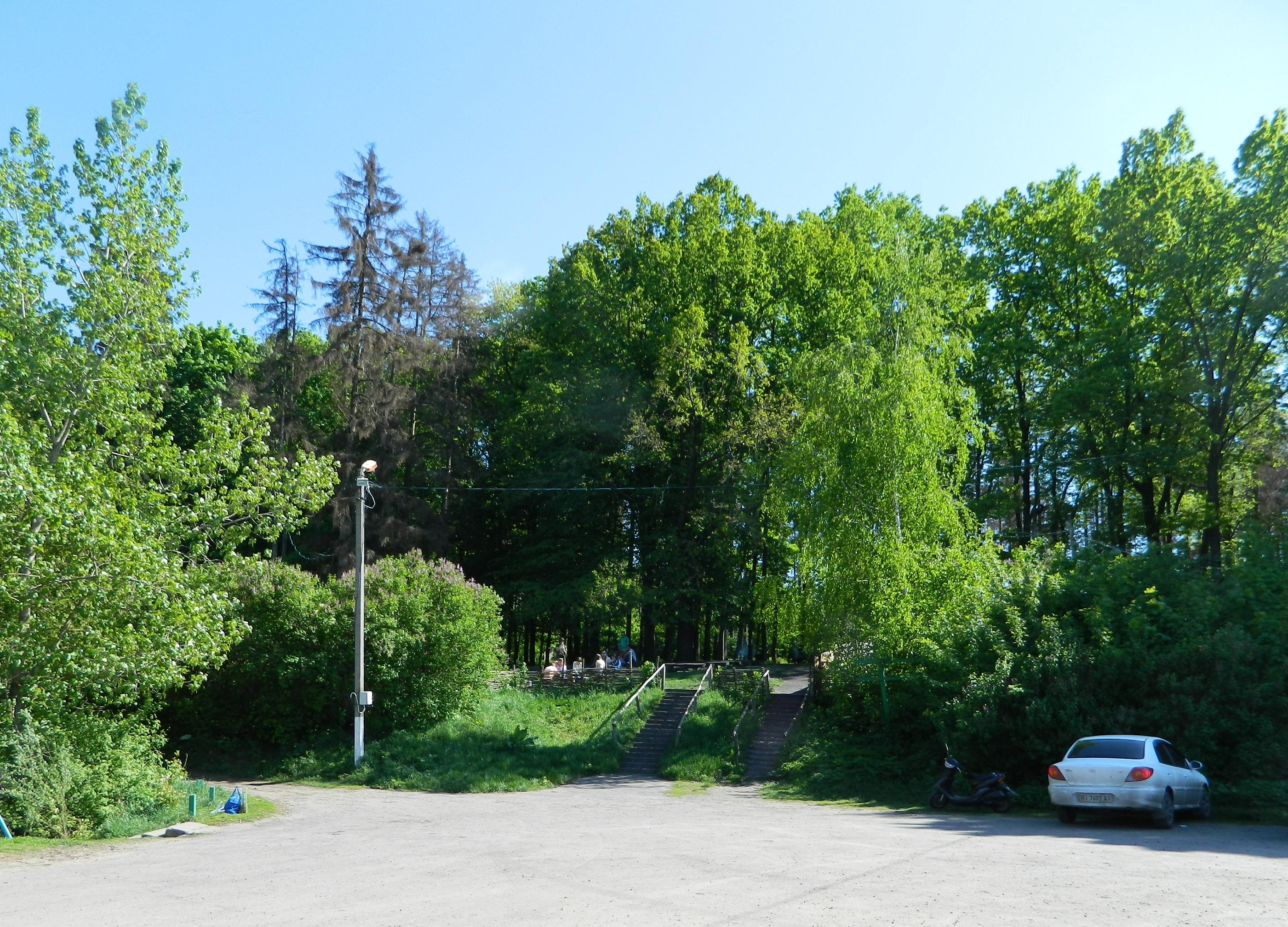
Місце проведення фестивалю «Пісні Бузкового гаю» у Ялиновому гаю

### Фестивалі, культурні заходи
У часи існування Радянського Союзу поблизу Бузкового гаю проходило щороку Свято пісні, а зараз, щороку, у травні — пісенний фестиваль «Пісні бузкового гаю».
У вересні 2011 р. на Полтавщині пройшов Другий міжнародний фестиваль церковного дзвону «Диканські передзвони». Фестиваль традиційно пройшов у два етапи: перша частина фестивалю відбувалася 3 вересня при Свято-Троїцькому храмі села Великі Будища Диканського району, а основна частина фестивалю відбулась 4 вересня при Свято-Миколаївському храмі Диканьки.

## Пам'ятки

### Пам'ятки архітектури
- Від колишнього ансамблю садиби Кочубеїв збереглася Тріумфальна арка. Побудованана у 1820 р. на честь зустрічі і перебування царя Олександра І у Диканьці (автор проекту — академік архітектури Луїджі Руска (італ. Luigi Rusca), класицизм). Арку вважають єдиною пам'яткою на землях сучасної України, пов'язаною з увічненням пам'яті про війну і перемогу над вояками Наполеона у війні 1812 року. Відреставрована 2008 року

- Миколаївська церква. Опис церкви 1912 року засвідчує, що перша дерев'яна церква в ім'я Св. Миколая із дерев'яною дзвіницею була споруджена з благословіння Чернігівського архієпископа Лазаря Барановича, отже можна припустити, що її будували між 1657 і 1684 роками. За іншою версією вона побудована була Л. А. Кочубеєм 1722, закрита 1754. Друга дерев'яна Миколаївська церква зведена за В. П. Кочубея 1751 (чи 1754?) і проіснувала до 1794 (можливо до 1797). Мурована церква побудована П. В. Кочубеєм на території родового маєтку на місці колишньої дерев'яної (1794—1797)[29]. Проект церкви пов'язують із творами архітектора М. О. Львова, де той вперше використав систему подвійної бані: широкої ззовні і меншої внутрішньої. Церква мала іконостас із різьбленого дуба.

- Дзвіницю при Миколаївській церкві було побудовано із матеріалів розібраної церкви Різдва Пресвятої Богородиці за проектом вище згаданого архітектора Луїджі Руска. Її будівництво розтяглося і тривало у 1810—1827 роках.

- Церква Св. Трійці, побудована у 1780 р. у стилі пізнього бароко, хрещата за поземним планом (архітектор невідомий). Деякі дослідники вважають автором будівлі відомого архітектора М. О. Львова[30] Саме Троїцьку церкву пов'язують із письменником Миколою Гоголем: нібито, саме тут бував коваль Вакула з повісті «Ніч перед Різдвом». У цій же церкві 1908 року настоятель отець Костянтин, батько Василя Короліва Королів Костянтин Іванович (рос. Корольов), обвінчав Олексу Діхтяра і Варвару Корольову (написання прізвища було саме таке — на російський зразок), що була двоюрідною сестрою Василя.

### Пам'ятки природи
Як ніякий інший край області, багата Диканська земля природою. Це й призвело до створення Регіонального ландшафтного парку «Диканський» (площею 11945 га).
- При самісінькому в'їзді до райцентру, вздовж старої дороги на Полтаву, є кілька дубів-велетнів, що охороняються як пам'ятки природи[32]. Їм уже не одна сотня років. Олександр Пушкін згадував їх у поемі «Полтава».
- Поруч із Диканькою розташована комплексна пам'ятка природи загальнодержавного значення — Парасоцьке урочище.
- Бузковий та Ялиновий гаї.

- Бузковий гай є унікальною пам'яткою садово-паркового мистецтва. Створений він на початку 19 ст. у кар'єрі площею 2 га, з якого брали глину для цегельного заводу Кочубея. Після закриття заводу тут був насаджений бузок, облаштовано алеї та альтанки.

До складу регіонального ландшафтного парку «Диканський» входять 7 природоохоронних об'єктів, розташованих недалеко від Диканьки:
- Фесенкові Горби — загальнозоологічний заказник, біля с. Писарівщина;
- Ялиновий гай — ботанічна пам'ятка природи, у смт Диканька;
- Бузковий гай — ботанічна пам'ятка природи, у смт Диканька;
- Кочубеївські дуби — пам'ятка природи вікових дерев, біля смт Диканька;
- Писарівщанський парк — пам'ятка садово-паркового мистецтва, біля с. Писарівщина;
- Відслонення пісковиків — геологічна пам'ятка природи, у с. Михайлівка (Брусія);
- Парасоцький ліс — ботанічна пам'ятка природи загальнодержавного значення, поблизу с. Михайлівка.

У Диканьці створений Парк Кочубеївський, на території якого розташовані Бузковий та Ялиновий гаї, Пивоварські ставки, Кочубеєвські дуби, Березовий гай, посаджений до десятиріччя створення Регіонального ландшафтного парку «Диканський».

## Диканька у мистецтві
Поет-пісняр Микола Пойдеменко написав не одну збірку поезій, де в назві фігурує Диканька: «Біля Диканьки (1958)», «Пісня з Диканьки (1993)», «Вінок диканських пісень (1998)».
Олександр Пушкін:
| Цветет в Диканьке древний ряд Дубов, друзьями насажденных, Они о праотцах казненных Доныне внукам говорят. |
Документальний фільм «Диканька» режисера А. Т. Лаптія був знятий до 50-річчя утворення СРСР.

## Особистості

##### У Диканьці жили і працювали:
- Кочубей Василь — державний діяч мазепинської доби.
- Самійло Величко — літописець.
- Василь Докучаєв — вчений-ґрунтознавець.
- Олександр Ізмаїльський — вчений-агроном.
- Вітвицький Микола (1780—1853) — знаний бджоляр, винахідник багатоповерхового дзвоноподібного вулика, пасічник (із 1847) князя Кочубея (майже 4 000 вуликів). Був похований на цвинтарі біля Миколаївської церкви у Диканьці.
- Олекса Діхтяр — письменник.
- Дроб'язко Іван Григорович (1894—1972) — український майстер художнього різьблення, похований у Диканьці.
- Головко Андрій — письменник.
- Капельгородський Пилип — письменник.
- Тимофій Мороховець — письменник, музикант та культреггер.
- Воронянський Юхим Іванович — педагог і організатор педагогічної справи.
- Ільченко Леонід Харитонович — художник-гравер, скульптор. Почесний громадянин Диканьки (1973), Заслужений майстер народної творчості України (1993).
- Подолян Микола Петрович — український поет, публіцист, журналіст.

##### У Диканьці народилися:
- Зубченко Олександр Миколайович (1990—2017) — вояк Української добровольчої армії, учасник російсько-української війни.
- Кочубей Віктор Павлович — дипломат та державний діяч Російської імперії, міністр внутрішніх справ, граф (із 1799), князь (із 1831).
- Булава Леонід Миколайович — український краєзнавець, географ.
- Нелюба Анатолій Миколайович — учений-мовознавець, доктор філологічних наук (2008).
- Стешенко Микола Володимирович — український астрофізик, академік Національної академії наук України (1997), член-кореспондент Російської академії наук, заслужений діяч науки і техніки України, директор Науково-дослідного інституту «Кримська астрофізична обсерваторія» (впродовж 1987—2005 рр.)
- Олександр Щербань — український вчений у галузі гірничої теплофізики й організатор науки, дійсний член АН УРСР (із 1957), Заслужений діяч науки і техніки УРСР (із 1966), Лауреат Державної премії СРСР (1969), депутат Верховної Ради УРСР (1962).

##### До Диканьки навідувались:
- Гоголь Микола (1809—1852) — російськомовний прозаїк, драматург, поет, історик, фольклорист Російської імперії українського походження.
- Його мати, Марія Іванівна (1791—1868), уроджена Косяровська, по чоловіку Гоголь-Яновська.
- Котляревський Іван (1769—1838) — український письменник, поет, драматург, зачинатель сучасної української літератури, громадський діяч.
- Григорій Квітка-Основ'яненко (1778—1843) — український прозаїк, драматург, журналіст, літературний критик і культурно-громадський діяч.
- Щепкін Михайло (1788—1863) — визначний актор української та російської сцени, у 1813—1821 pp. — актор полтавського театру, що керувався І. Котляревським.
- Глінка Михайло (1804—1857) — російський композитор, основоположник російської композиторської школи.
- Бородай Харитон — український поет, журналіст. Літературний псевдонім — Ярема Байрак.
- Василь Королів-Старий (1879—1943) — український громадський діяч, письменник, видавець і художник, один із засновників Української Центральної ради.
- Альберт Ріс Вільямс (англ. Albert Rhys Williams) — відомий американський публіцист та журналіст.
- Кішінець Юрій Миколайович — лауреат Полтавської обласної премії імені Панаса Мирного (2009) за благодійну діяльність: здійснення спонсорських проектів у галузі освіти, допомогу у лікуванні тяжкохворих, реставрування Тріумфальної арки у Диканьці.
- Кость Лавро — український книжковий графік, відомий оформленням книг видавництва А-ба-ба-га-ла-ма-га.

###### Галерея

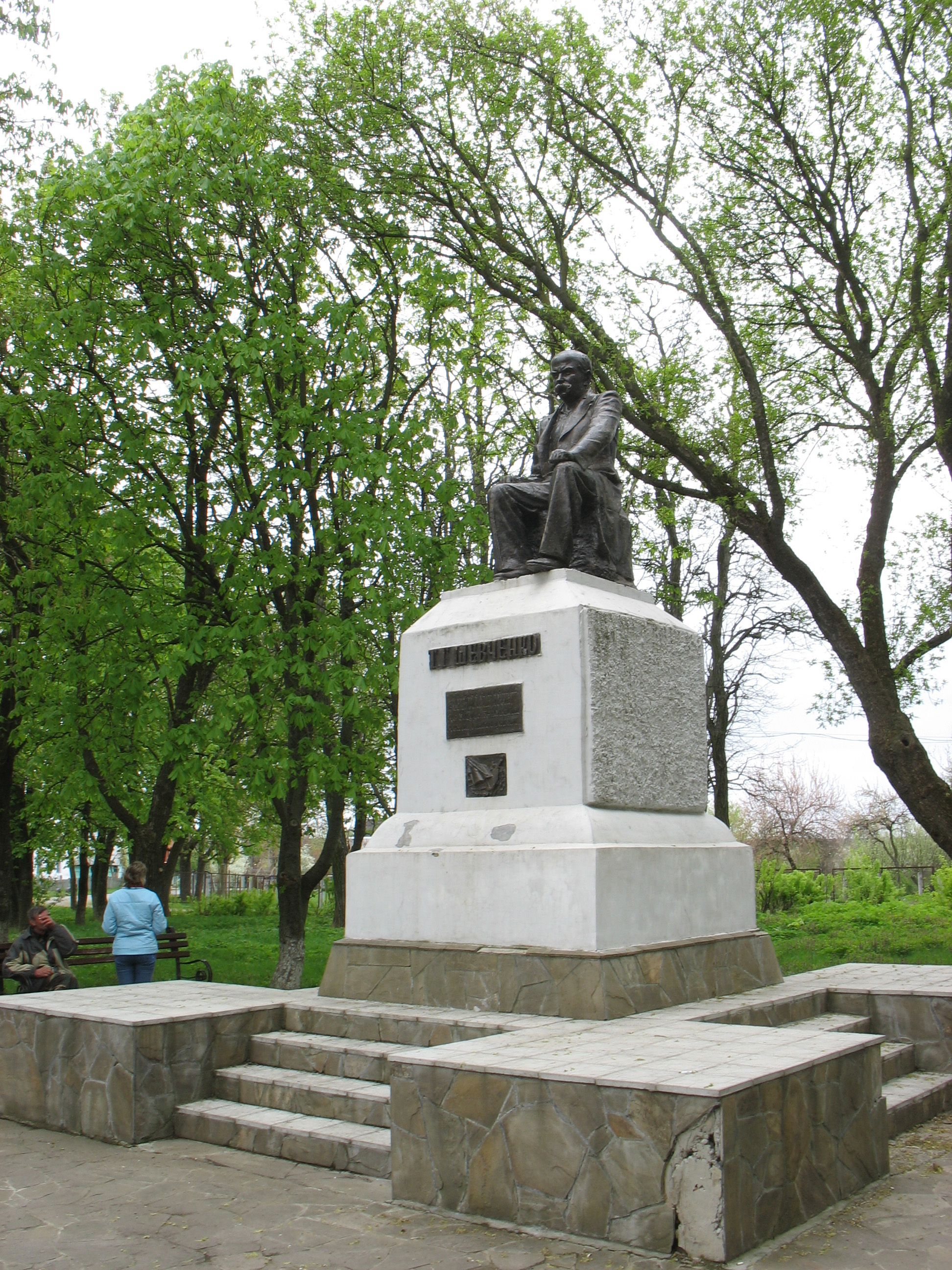
Пам'ятник Т.Г.Шевченку
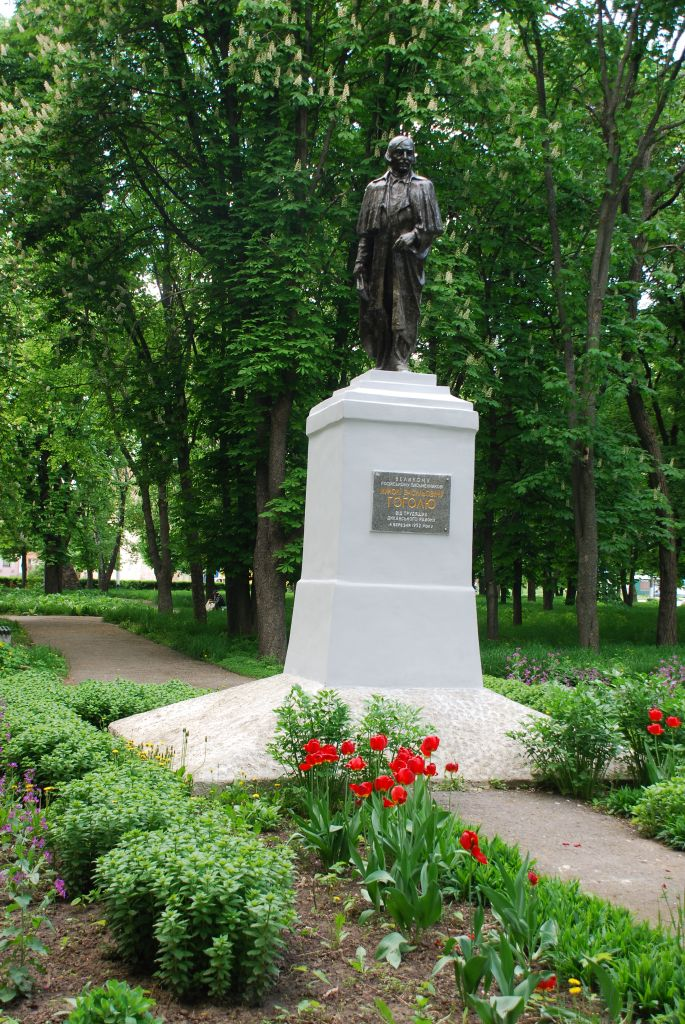
Пам'ятник Миколі Гоголю
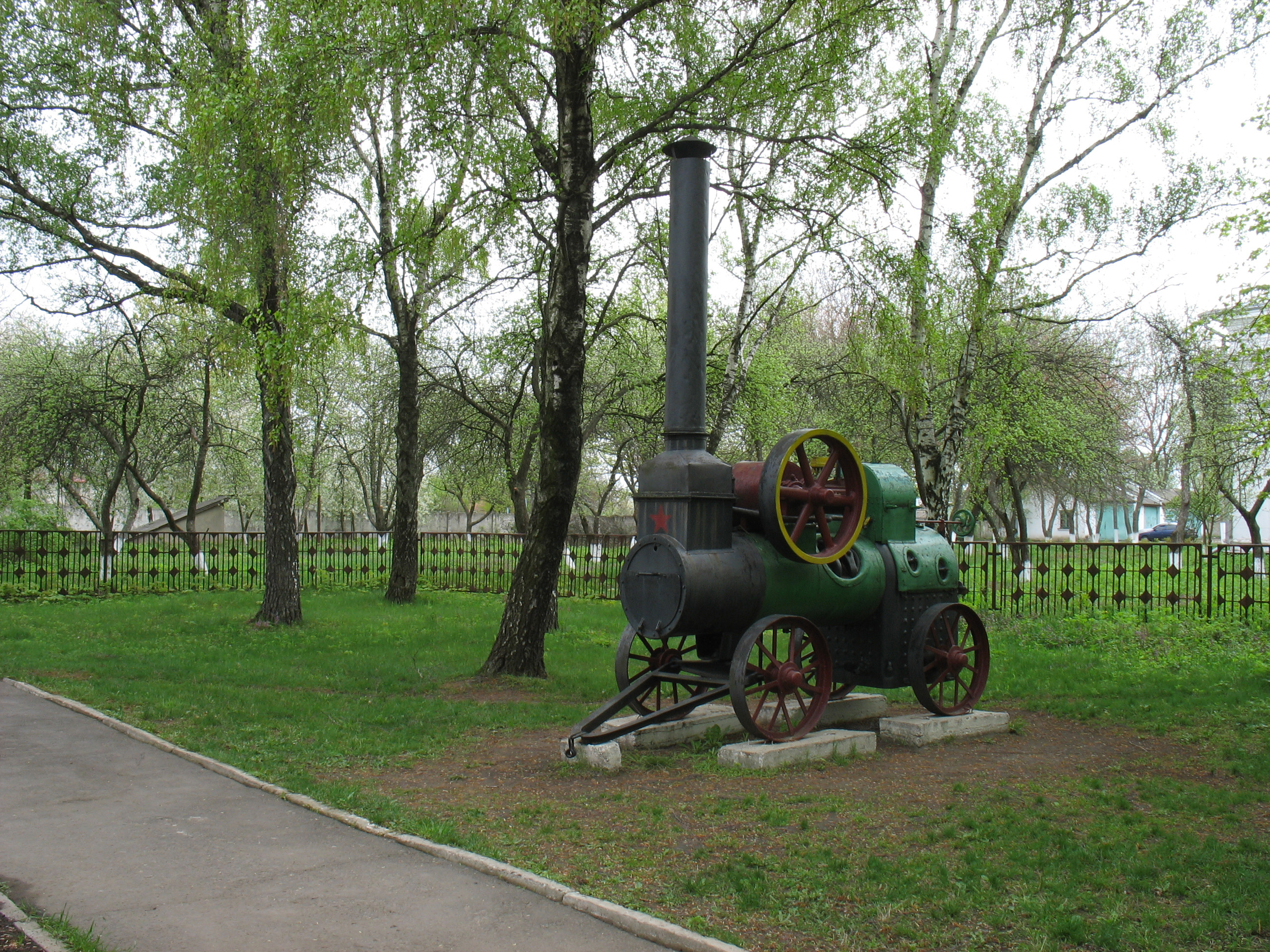
Локомобіль
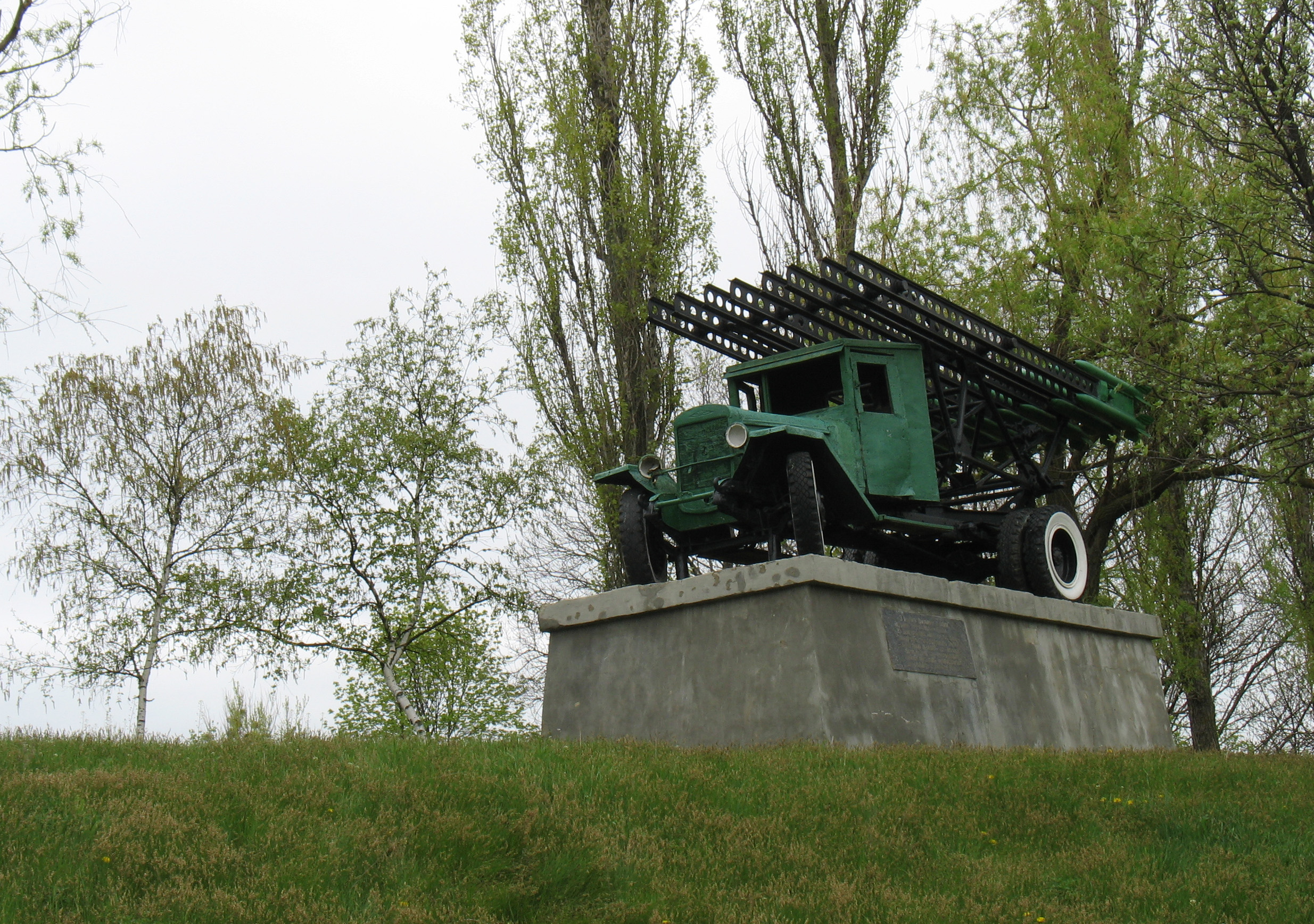
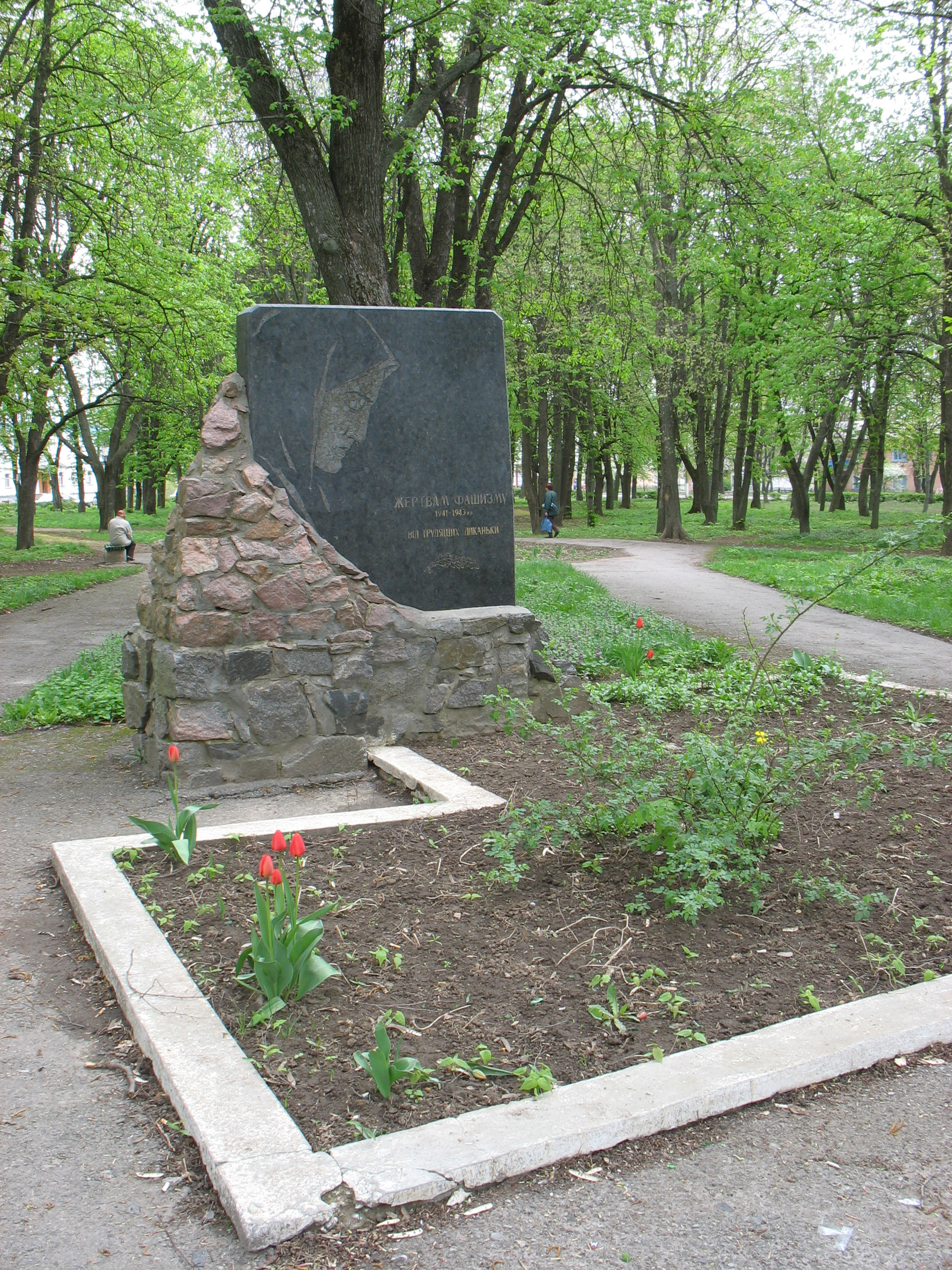
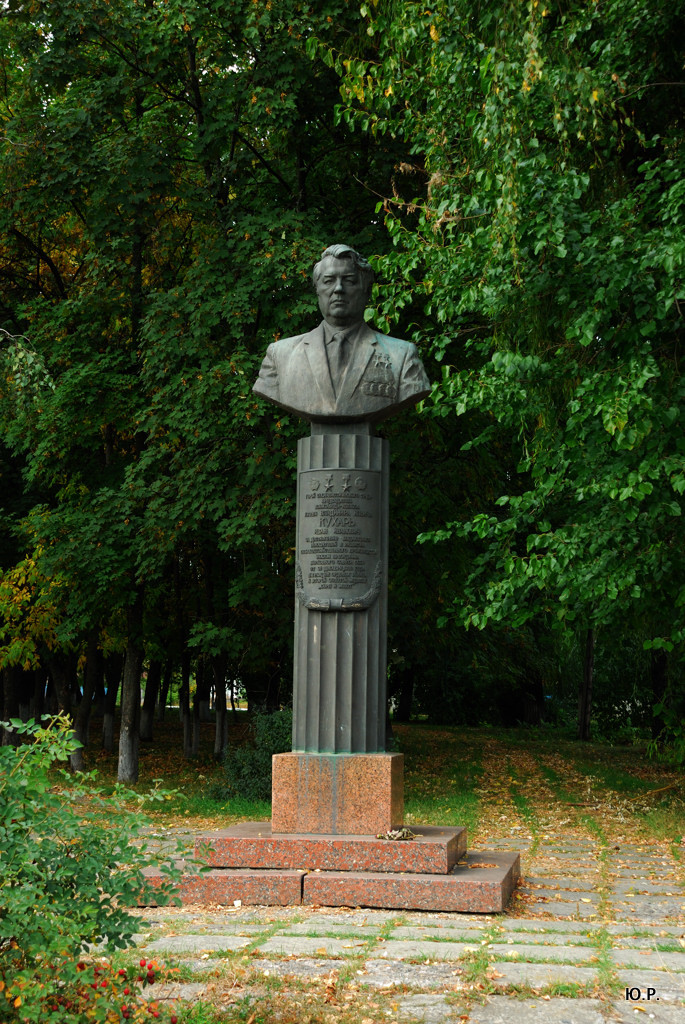
Пам’ятник-погруддя двічі Герою Соціалістичної Праці І.І.Кухарю
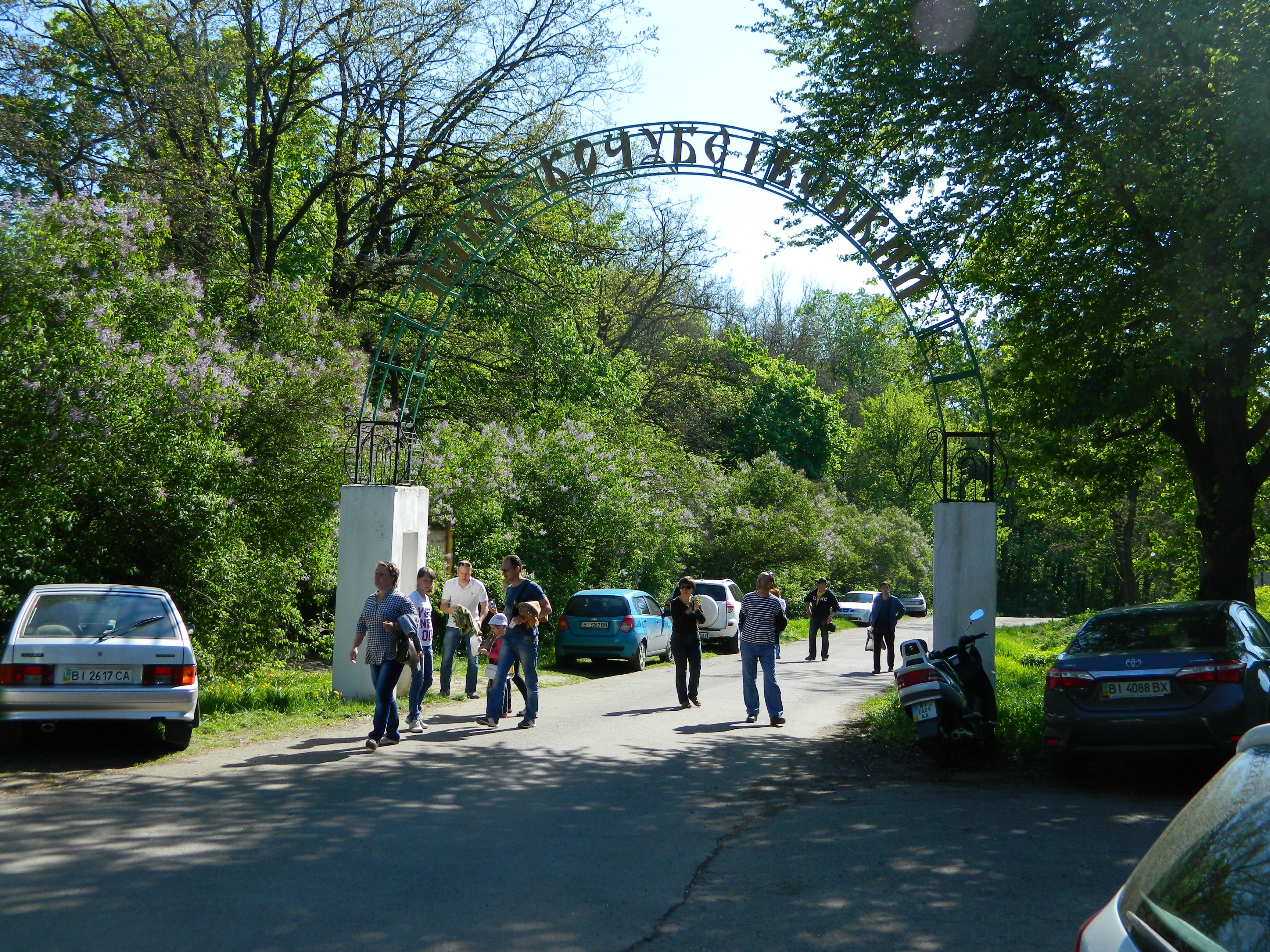
Вхід до Кочубеївського парку
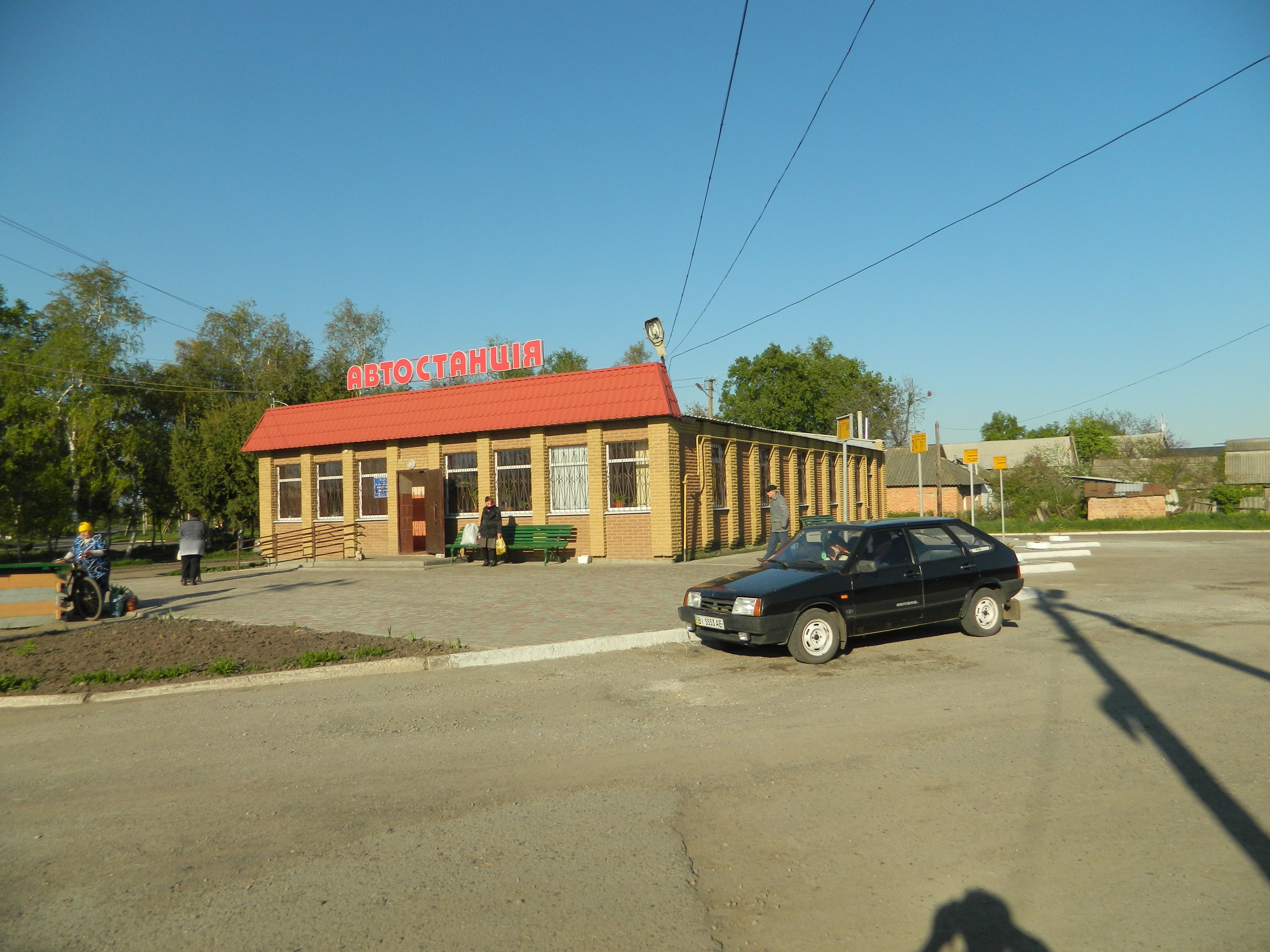
Автостанція
Площа перед автостанцією (кругова панорама)
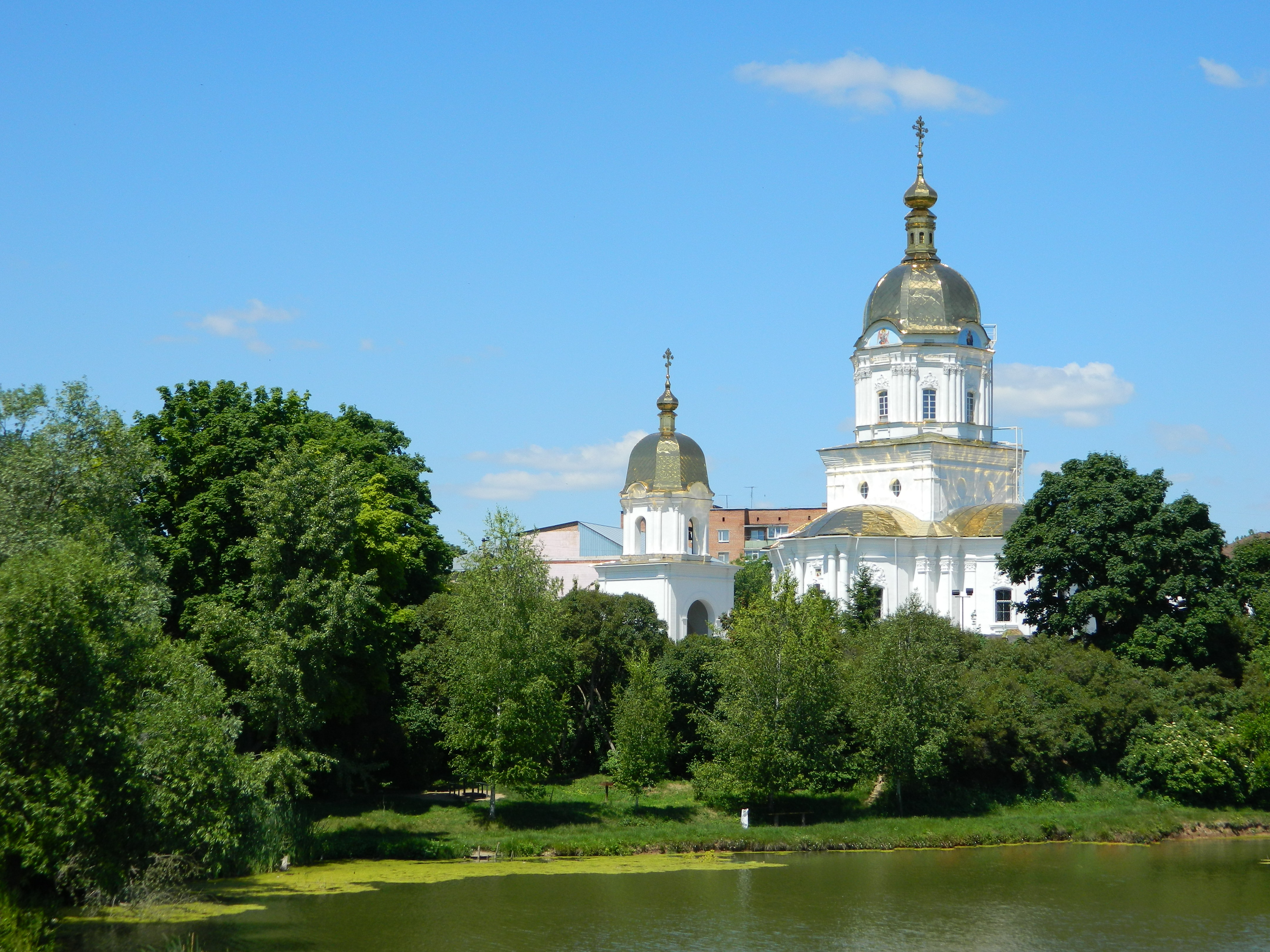
Краєвид з церквою Св. Трійці
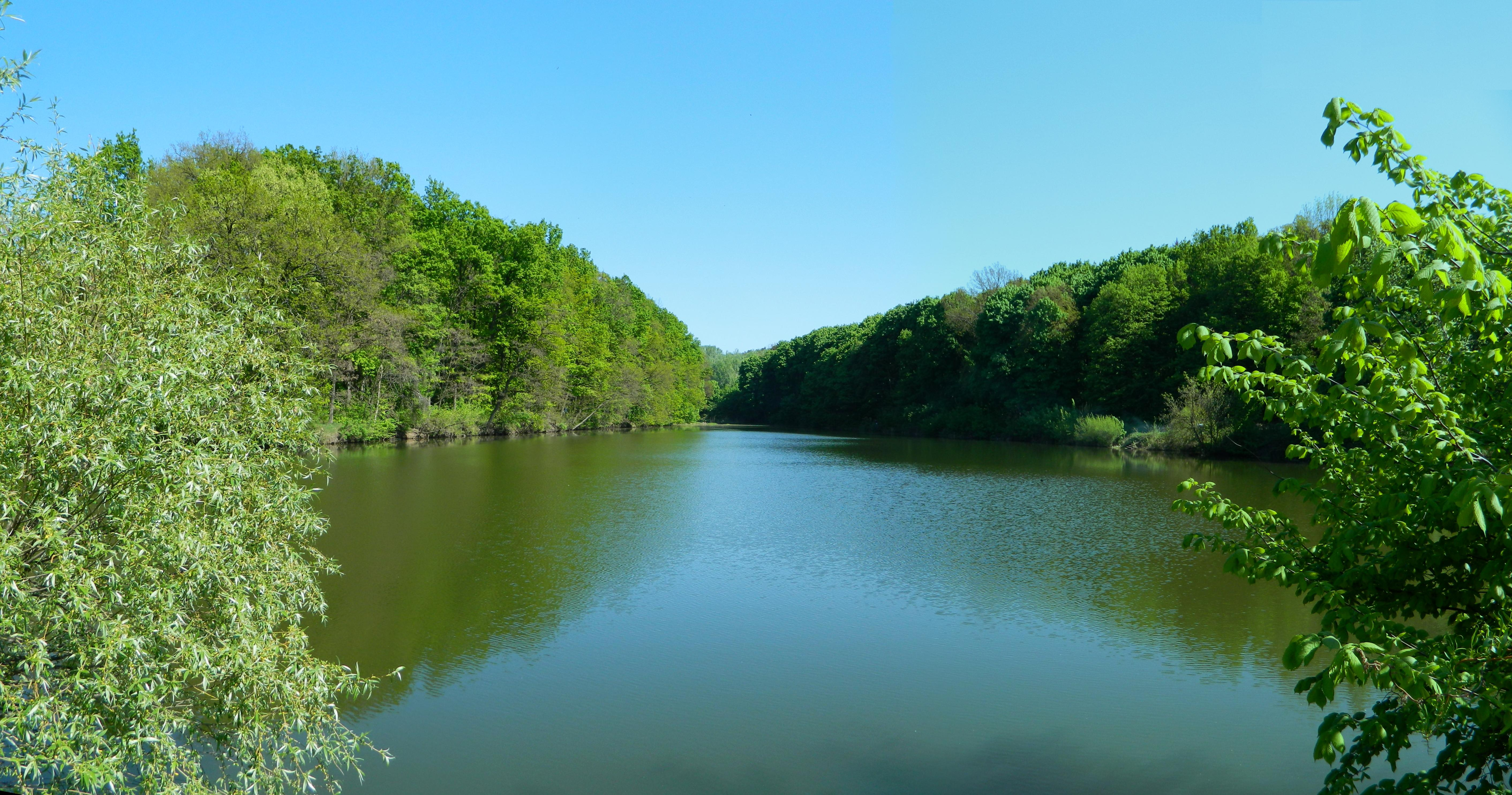
Парк Кочубеївський. Пивоварський ставок
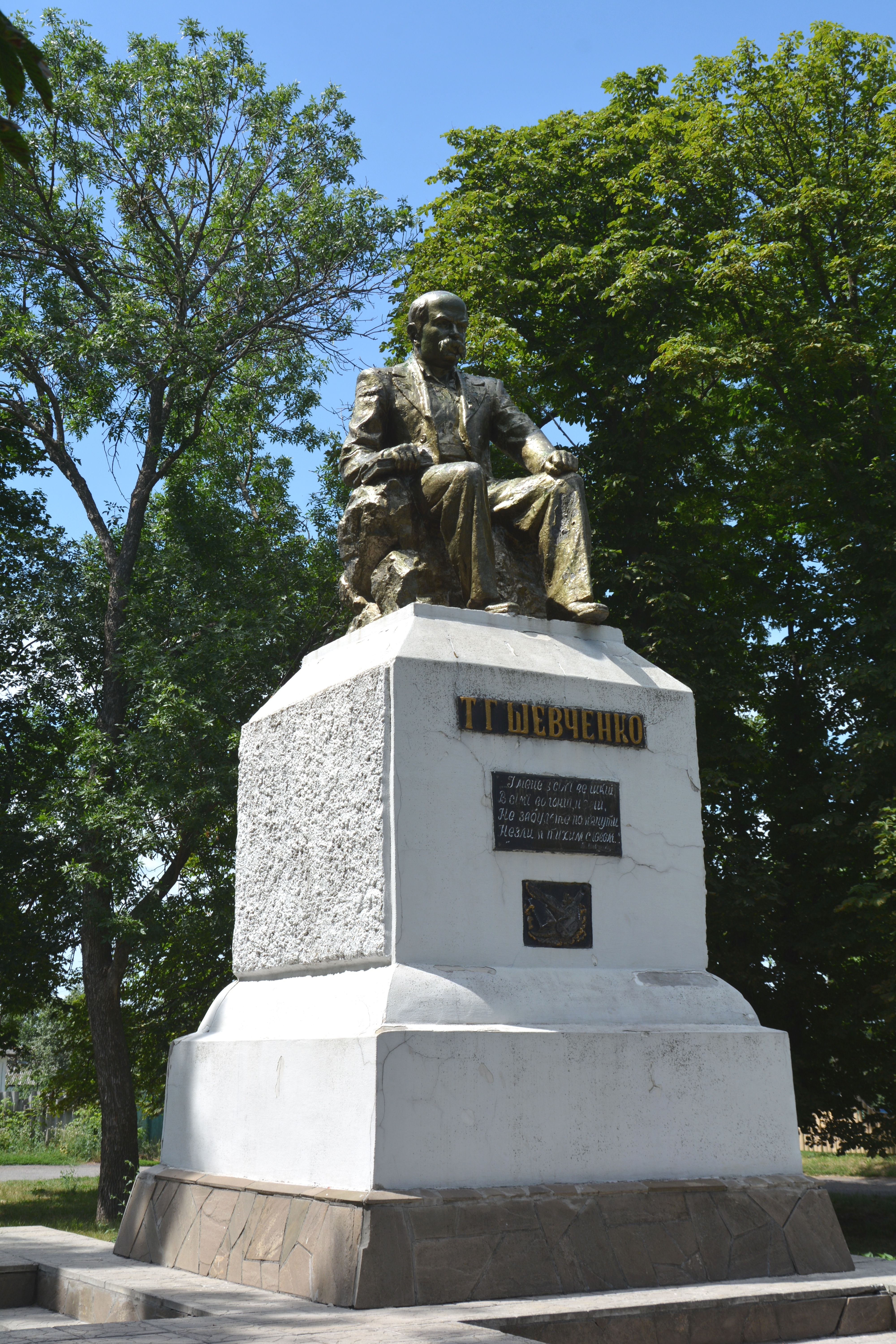
Пам'ятник Тарасу Шевченку